# Château de Lassay

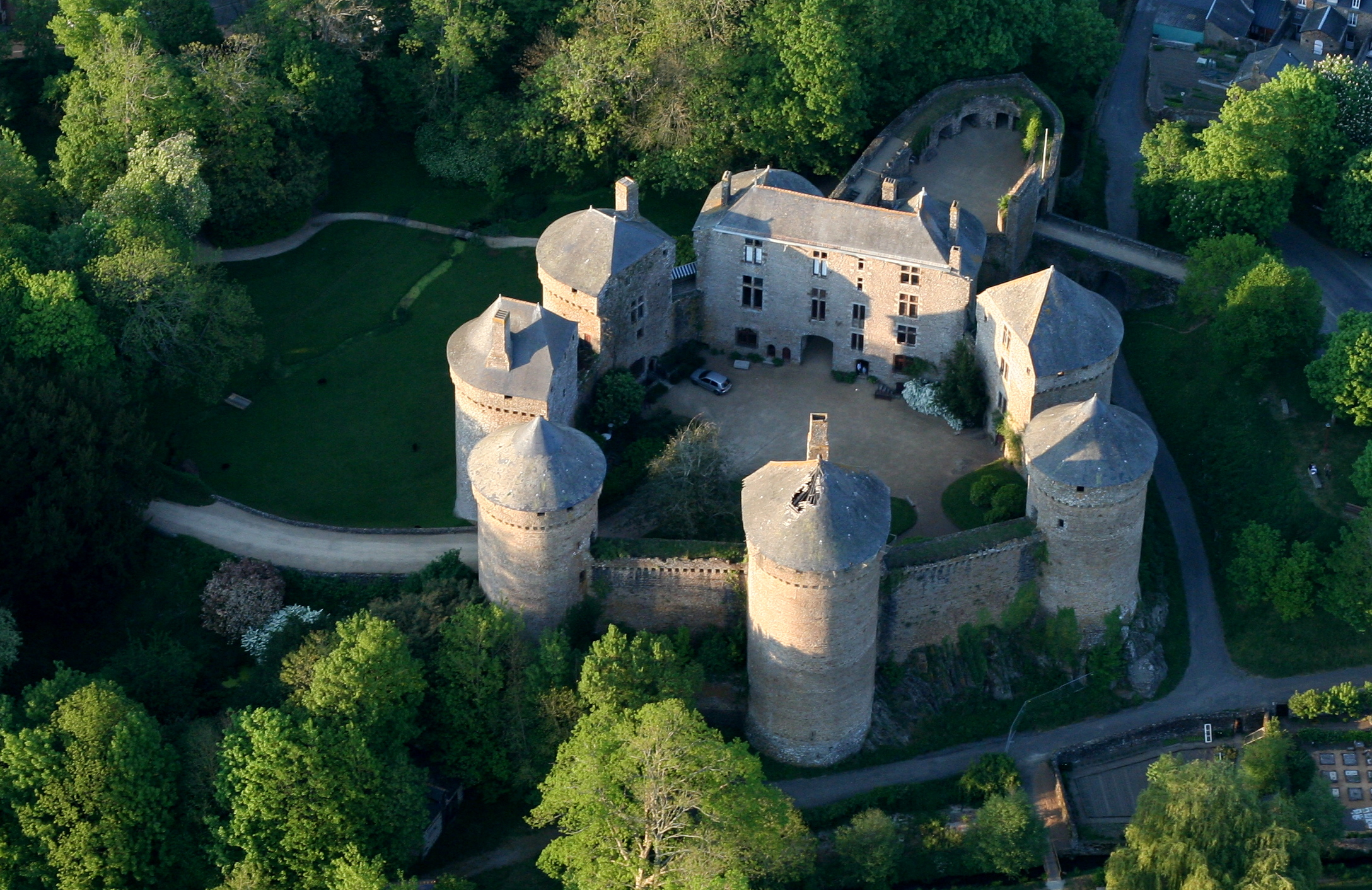
Vista aérea do castelo

O Château de Lassay é um castelo do século XV em Lassay-les-Châteaux, no departamento de Mayenne. O castelo está classificado como Monumento Histórico desde 1862.